# José Craveirinha
José João Craveirinha (Lourenço Marques, 28 maggio 1922 – Maputo, 6 febbraio 2003) è stato un poeta mozambicano.
Considerato il maggior poeta del Mozambico, nel 1991 fu il primo autore africano a ricevere il Premio Camões, il più importante premio letterario di lingua portoghese.
Come giornalista, ha collaborato con le seguenti testate giornalistiche mozambicane:  O Brado Africano, Notícias, Tribuna, Notícias da Tarde, Voz de Moçambique, Notícias da Beira, Diário de Moçambique e Voz Africana.
Ha usato i seguenti pseudonimi: Mário Vieira, J.C., J. Cravo, José Cravo, Jesuíno Cravo e Abílio Cossa. È stato presidente dell'Associazione Africana negli anni cinquanta. Durante la dominazione portoghese passò in carcere gli anni tra il 1965 e il 1969 poiché membro di una cellula del Frelimo. Fu il primo presidente dell'Assemblea Generale dell'AEMO (Associação dos Escritores de Moçambique, Associazione degli Scrittori delMozambico), dal 1982 al 1987.

## Autobiografia
«Sono nato per la prima volta il 28 maggio 1922. Questo una domenica. Mi hanno chiamato Sontinho, diminutivo di Sonto. Questo da parte di madre, è chiaro. Da parte di padre sono rimasto José. Dove? Nell'Avenida do Zihlala, tra l'Alto Maé e Xipamanine. Quartieri di chi? Quartieri di poveri.
Sono nato per la seconda volta quando mi fecero scoprire che ero mulatto.
Poi andai nascendo in seguito alle circostanze imposte dagli altri. Quando mio padre se ne andò, ebbi un altro padre: suo fratello.
A partire da ogni nascita, avevo la felicità di vedere un problema in meno e un dilemma in più. Perciò, molto presto, la terra natale in termini di Patria e di opzione. Quando mia madre se ne andò, un'altra madre: il Mozambico. 
L'opzione a causa di mio padre bianco e di mia madre nera. 
Nacqui ancora nel giornale “O Brado Africano”, lo stesso nel quale nacquero anche Rui de Noronha e Noémia de Sousa.
Molto sport mi segnò il corpo e lo spirito. Sforzo, competizione, vittoria e sconfitta, sacrificio fino all'esaurimento. Temprato da tutto questo.
Forse a causa di mio padre, più agnostico che ateo. Forse a causa di mio padre, trovando nell'amore la sublimazione del tutto. Anche della Patria. O meglio: principalmente della Patria. Per parte di madre, solo rassegnazione. 
Una lotta incessante con me stesso. Autodidatta.
La mia grande avventura: essere padre. Poi, io sposato. Ma sposato quando ho voluto. E come ho voluto. 
Scrivere poesie, il mio rifugio, il mio Paese anche. Una necessità angosciosa e urgente di essere cittadino di questo Paese, molte volte, alle ore piccole.»

## Premi
- Prémio Cidade de Lourenço Marques 1959
- Prémio Reinaldo Ferreira Centro de Arte e Cultura da Beira 1961
- Prémio de Ensaio Centro de Arte e Cultura da Beira 1961
- Prémio Alexandre Dáskalos Casa dos Estudantes do Império, Lisbona, 1962
- Premio Nazionale Italiano di Poesia 1975
- Prémio Lotus Ass. Escritores Afro-Asiáticos 1983
- Medaglia Nachingwea del governo mozambicano, 1985
- Medaglia al Merito, Segreteria di Stato della Cultura di San Paulo, Brasile 1987
- Premio Camões, 1991

## Opera

### In portoghese
- Chigubo (poesia) 1964 Casa dos Estudantes do Império Lisboa; 2ª ed. 1980 INLD Maputo
- Cantico a un dio di catrame (poesia, bilingue portoghese - italiano), Milano, Lerici, 1966 (trad. e prefazione Joyce Lussu)
- Karingana ua karingana (poesia, “Era uma vez”) 1974 Académica Lourenço Marques; 2ª ed. 1982 INLD, Maputo
- Cela 1 (poesia) 1980 INLD Maputo
- Maria (poesia) 1988 ALAC (África Literatura Arte e Cultura) Lisboa.